# Berwyn (Nebraska)
Berwyn – wieś w Stanach Zjednoczonych, w stanie Nebraska, w hrabstwie Custer.